# Arts et Métiers ParisTech
Arts et Métiers ParisTech (ENSAM, École nationale supérieure d'arts et métiers), fondată în 1780, este o universitate tehnică de stat din Paris (Franța).

## Secții
- Master

Domeniu: Inginerie 
- Doctorat

Domeniu: Inginerie Mecanică, Inginerie Civilă, Inginerie Electrică, Automatică, Tehnologia Informației, Procesare de semnal, Microelectronică, Nanotehnologie, Acustică, Telecomunicație
- Mastère Spécialisé
- MOOC[1].